# Harold Kelley
Harold Kelley (16 de febrero de 1921 - 29 de enero de 2003) fue un psicólogo social estadounidense y profesor de psicología en la Universidad de California. Sus principales contribuciones han sido el desarrollo de la teoría de la interdependencia (con John Thibaut), el trabajo inicial de la teoría de la atribución, y un interés de por vida en comprender los procesos de relaciones cercanas. En un estudio de Review of General Psychology, publicado en 2002, se indicó que Kelley es el 43.er psicólogo más citado del siglo XX.
Este autor es conocido por su pensamiento con el modelo de covariación (1967, 1971, 1972, 1973)  es una teoría de la atribución , en el que las personas hacen inferencias causales para explicar por qué otras personas se comportan de una manera determinada. Tiene que ver con la percepción social y la autopercepción (Kelley, 1973).
Las causas de un resultado se pueden atribuir a la persona (interno), el estímulo (externo), la circunstancia, o alguna combinación de estos factores (Hewstone et al., 1973). Las atribuciones se hacen sobre la base de tres criterios: Consenso, carácter distintivo, y consistencia (Kelley, 1973).

## Consenso
El consenso es la variación de comportamiento a través de diferentes personas.
Por ejemplo,  si mucha gente encuentra atractiva a una persona, el consenso es alto. Si sólo un individuo encuentra a dicha persona atractivo, el consenso es bajo. El consenso alto se atribuye causas externas (en el ejemplo anterior, para el primer caso), mientras que bajo consenso se atribuye a causas internas.

## Consistencia
La consistencia es la variación de comportamiento a través del tiempo. Al contrario que en el consenso, una alta consistencia se atribuye a causas internas, mientras que baja consistencia se atribuye a causas externas (depende de la circunstancia en la que se encuentra la persona).

## El carácter distintivo
El carácter distintivo se refiere a cómo el comportamiento es único a la situación particular. Hay un carácter distintivo bajo si un individuo se comporta de manera similar en todas las situaciones, y existe un alto carácter distintivo cuando la persona sólo muestra el comportamiento en situaciones particulares. Si el carácter distintivo es alto, el comportamiento se atribuye más a la circunstancia que a la persona (Gilovich et al., 2005).

## Esquema causal
Un esquema causal se refiere a la forma en que una persona piensa acerca de las causas en relación con un efecto dado. Los tres esquemas causales reconocidos por Kelley son: múltiples causas suficientes, múltiples causas necesarias , y el esquema causal para Causas compensatorias (Kelley, 1973).
Múltiples causas suficientes: Se puede creer que sea la causa A o B suficiente para producir un efecto determinado (Kelley et al., 1980). Por ejemplo, si un atleta da positivo en una prueba de drogas (efecto), razonamos que él o ella puede estar tratando de engañar al equipo (causa A) o puede haber sido engañado para tomar una sustancia prohibida (causa B). De cualquier causa atribuye suficiente peso para el efecto (McLeod, 2010).
Múltiples causas necesarias: Tanto A como B son necesarias para producir un efecto determinado (Kelley et al., 1980). Por ejemplo, si un atleta ha corrido una maratón (efecto), razonamos que él o ella debe estar en forma (causa A), y altamente motivado para realizar la carrera (causa B) (McLeod, 2010).
Esquema causal para Causas compensatorias: El efecto se produce si A o B están muy presentes, o si tanto A como B están moderadamente presentes. Por ejemplo, el éxito (efecto) depende de la alta capacidad (causa A) o dificultad de la tarea. (causa B). El éxito se producirá si bien, la causa A está altamente presente o si ambas están moderadamente presentes (Kelley 1973)

## Limitaciones
Modelo de covariación de Kelley también tiene sus limitaciones. La crítica al modelo se refiere principalmente a la falta de distinción entre la conducta intencional y no intencional, y entre la razón y las causa explicacionales (Malle, 1999).
Comportamiento intencional se produce cuando hay un deseo de un resultado, junto con la creencia de que un determinado comportamiento conducirá a los resultados deseados. Estas creencias y deseos son estados mentales que actúan como razones detrás de la intención de actuar. Cuando la conducta es intencional, el comportamiento no se explica por razones, sino por causa explicaciones no relacionadas con los estados mentales del deseo y la creencia. Malle (1999) encontró que si la conducta es intencional o no predice el tipo de explicación, y que el tipo de explicación presentada predice el juicio de intencionalidad.
Malle (1999) también señaló el efecto diferencial de ser un actor de frente observador , el efecto del sesgo de auto-servicio y la distinción entre el razonamiento subjetivo y racional como factores importantes que actúan sobre las atribuciones de la conducta. Esto no se explica por el modelo de covariación. Malle ofrece un nuevo marco teórico para dar una comprensión más amplia y completa de las atribuciones de la conducta.